# 吉江善太
吉江 善太（よしえ ぜんた、1960年8月14日 - ）は、日本のCMディレクター。東京都出身。黒田秀樹事務所所属。

## プロフィール
1983年、早稲田大学第一文学部卒業。1983年、電通映画社入社。1994年、フリーに転向。
受賞歴はACC賞、ADC賞、ギャラクシー賞、電通広告賞、ニューヨークフェスティバルなど多数。
2023年からは京都芸術大学 新領域大学院 コミュニケーションデザイン領域 映像デザイン分野の教員を務める。

## 代表作

### CM
- サントリー - 「モルツ」（萩原健一・和久井映見）
- 日産自動車 - 「イチロ・ニッサン」（イチロー）
- トヨタ自動車 - 「エコプロジェクト」、「ヴォクシー」、「ラウム」
- 資生堂 - 「エリクシール」、「ユーヴィーホワイト」、「アスプリール」（山口智子）
- 大塚製薬 - 「カロリーメイト」、「ファイブミニ」
- 大塚ビバレッジ - 「ジャワティー」、「マッチ」
- JR東日本 - 「プラットホームキャンペーン」
- ユニクロ - 「ストレッチ」
- キリン - 「一番搾り」（役所広司）、「モルトスカッシュ」（上原ひろみ）
- 佐川急便 - クレーアニメシリーズ
- コスモ石油 - 「ゼロフレア」、「コスモ ザ・カード エコ」
- NTTドコモ - 「ファミリー料金」
- そんぽ24損害保険 - 「コアラの見直しマンボ」
- カゴメ - 「体内環境正常化」、「植物性乳酸菌ラブレ」（吉永小百合）
- マツダ - 「デミオ」（玉木宏・田中美穂・山本梓・富永愛・大政絢）
- JTB - 夏旅プロモーション「世界中でJTB」（竹内結子）
- アサヒビール - 「クリアアサヒ」（トータス松本・松下奈緒・加藤あい）
- AGF - 「ブレンディスティック」（原田知世）、「マキシムちょっと贅沢な珈琲店」（リリーフランキー）
- SONY - 「サイバーショット」（北川景子）、「ハンディカム」（小林星蘭）
- アサヒ飲料 - 「三ツ矢サイダー」（北川景子・瀧本美織）
- 東京エレクトロン - 「企業／転校生篇」「企業／二人の進路篇」「企業／工場見学・未来の自分篇」「企業／知の館篇」
- 三菱東京UFJ銀行 - 「カードローン」（阿部寛）
- ダイドードリンコ - 「ブレンド微糖」「ブレンドBLACK」(役所広司）
- 富士重工業 - 「インプレッサ・スポーツ 選ぶ人編」
- コニカミノルタ - 「Idea Balloons編」「Idea Place編」
- SAMSUNG - 「GALAXY Note3 DESIGN YOUR LIFE篇」（富永愛）
- 日本生命保険相互会社 - 「Play,Support.／始動篇」
- 龍角散 - 「龍角散ダイレクト／始める前に編」「龍角散ダイレクト／高座の後編」（立川志の輔）、「龍角散ダイレクト／師弟編」（立川志の輔・立川晴の輔）

### 海外CM
- 上海：UHA味覚糖(UHA悠哈) - 「微濃軟(チョコレート)珀立妃 真正的巧克力 POLYPHE／和風編」
- シンガポール：マンダムインドネシア - 「PIXY  Two Way Cake Perfect Fit／I'm Perfect篇」（Citra Kinara）
- インドネシア：ポカリスエット - 「POCARI SEEAT –GO SWEAT GO ION-」
- 北米：サントリー - 「THE HOUSE OF SUNTORY／SUNTORY WHISKY TOKI＜季＞／IT'S HIGHBALL TIME!  IT'S SUNTORY TIME!」（イラストレーター：木内達朗）

### PV
- 松田亮治 - 「予感」（2006年）
- 藤木直人 - 「サンクフル・エブリナイ」（2004年）
- NICO Touches the Walls - 「夏の大三角形」（2011年）

| スタブアイコン | サブスタブ | この項目は、まだ閲覧者の調べものの参照としては役立たない、人物に関連した書きかけの項目です。この項目を加筆・訂正などしてくださる協力者を求めています（P:人物伝/PJ:人物伝）。 |